# 瓦迪斯瓦夫二世 (奧波列)

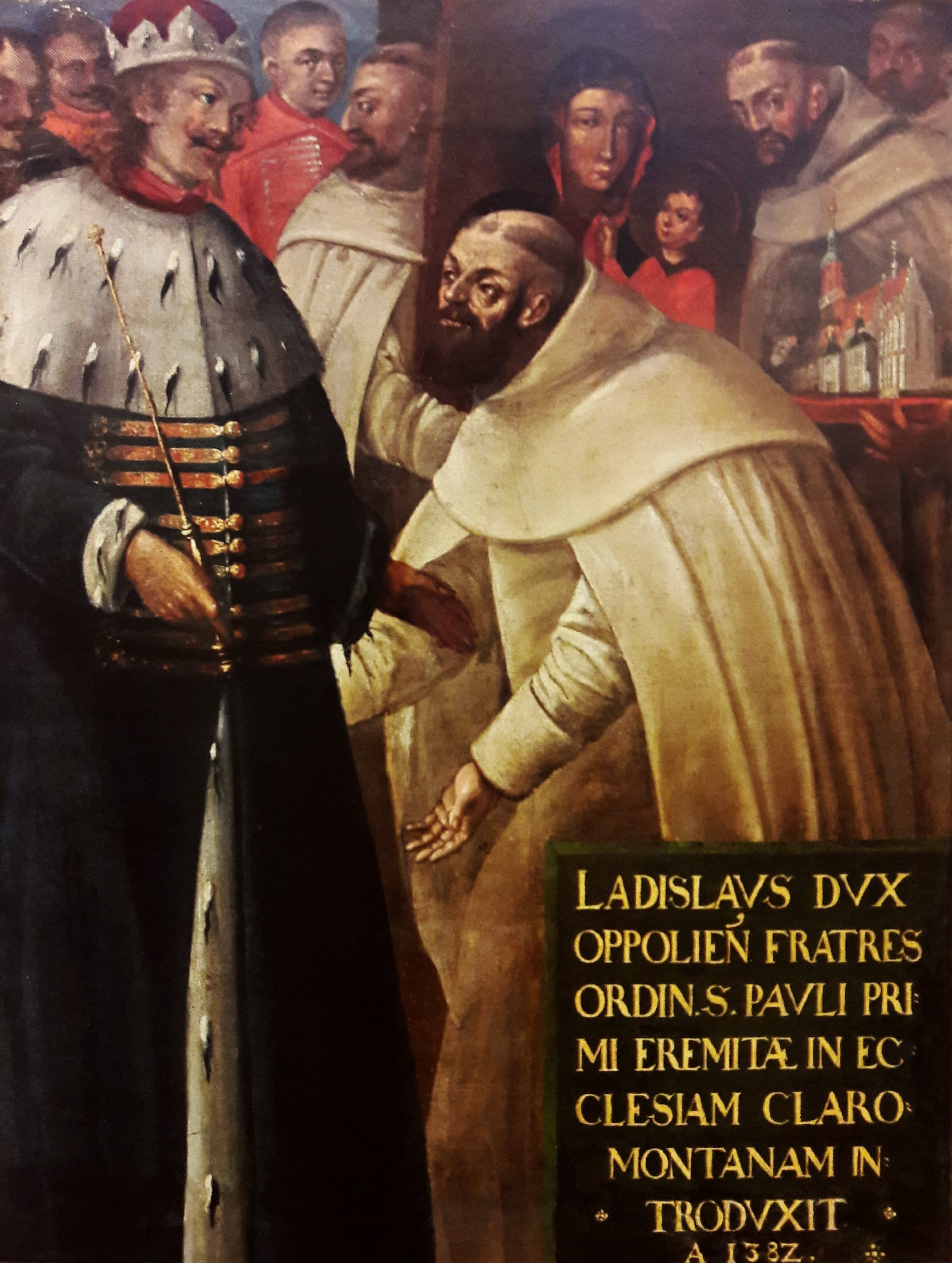
瓦迪斯瓦夫二世

奧波萊的瓦迪斯瓦夫（波蘭語：Władysław Opolczyk；約1332年—1401年5月18日），奧波萊公爵，波爾科二世的長子。1367年至1372年，瓦迪斯瓦夫二世受拉約什一世任命擔任匈牙利總督。

## 家庭
1355年左右，瓦迪斯瓦夫和瓦拉幾亞沃伊沃德尼古拉·亞歷山大的女兒伊莉莎白結婚，兩人共有兩個女兒：
1. 伊莉莎白（1360年—1411年），嫁給摩拉維亞的約布斯特
2. 卡塔齊娜（約1367年—1420年），嫁給薩根公爵亨里克八世